# Dysauxes taurica
Dysauxes taurica là một loài bướm đêm thuộc phân họ Arctiinae, họ Erebidae.